# Trypanosoma percae
Trypanosoma percae – kinetoplastyd z rodziny świdrowców należący do królestwa protista.
Pasożytuje w osoczu krwi okonia (Perca fluviatilis).
Występuje na terenie Azji i Europy.